# روبرتا بيترز
روبرتا بيترز (بالإنجليزية: Roberta Peters)‏ هي مغنية ومغنية أوبرا وموسيقية أمريكية، ولدت في 4 مايو 1930 في ذا برونكس في الولايات المتحدة، وتوفيت في 18 يناير 2017 في Rye (town), New York ‏ في الولايات المتحدة بسبب مرض باركنسون.

## وصلات خارجية
- روبرتا بيترز على موقع IMDb (الإنجليزية)
- روبرتا بيترز على موقع ميوزك برينز (الإنجليزية)
- روبرتا بيترز على موقع إن إن دي بي (الإنجليزية)
- روبرتا بيترز على موقع أول ميوزيك (الإنجليزية)
- روبرتا بيترز على موقع ديسكوغز (الإنجليزية)
- روبرتا بيترز على موقع قاعدة بيانات الفيلم (الإنجليزية)